# Платформа 2349 км
Платфо́рма 2349 км (рос. Платформа 2349 км) — селище у складі Кетовського району Курганської області, Росія. Входить до складу Залізничної сільської ради.
Населення — 17 осіб (2010, 19 у 2002).